# Daniella Pick
Pour les articles homonymes, voir Pick.
Daniella Pick, née le 21 novembre 1983, est une chanteuse israélienne.
Avec sa sœur ainée Sharona (he), elle a formé un duo musical, The Pick Sisters (he).

## Biographie
Daniella Pick naît à Ramat Ha-Sharon, fille du chanteur et auteur-compositeur Svika Pick. Ses parents divorcent alors qu'elle est toujours enfant. En plus de sa sœur Sharona, elle a aussi un frère plus âgé.
Daniella Pick a déclaré dans des interviews qu'elle « chantait avant même de commencer à parler » et rêvait de chanter et de devenir chanteuse dès son plus jeune âge.

### Carrière
Sharona et Daniella Pick ont travaillé la chanson dans un groupe pop à succès appelé The Pick Sisters (he) de 2003 à 2005. Leur premier single, It's Love, est sorti en novembre 2002. Leur single le plus connu est This Song, qu'elles ont sorti en 2003. En 2004, elles sortent un mini-album, également appelé ,This Song,. Le mini-album s'est vendu à plus de 20 000 exemplaires et a remporté un album d'or. En 2005, les deux sœurs ont participé à la pré-sélection de l'Eurovision 2005 avec la chanson Hello Hello, terminant à la douzième place. Peu de temps après, la formation est dissoute et les deux sœurs se tournent vers des carrières de chant distinctes.
Après l'éclatement du duo musical, Daniella Pick sort le single Far, qui a servi de chanson thème à la série Pick Up diffusée sur Channel 10 en 2005.
En 2007, Daniella Pick participe à la troisième saison du programme télévisé Dancing with the Stars.
En mars 2009, elle participe à l'émission de téléréalité « HaAh HaGadol VIP » (Big Brother VIP) avec sa sœur Sharona.
Fin septembre 2011, Daniella Pick sort un premier single international, enregistré en Angleterre, intitulé Yalla Yalla.
En juin 2012, elle publie une reprise de style ballade pour What Is Love du chanteur Haddaway, ainsi que deux autres chansons en anglais. Cette même année, elle participe au programme "Discours", animé par Elirez Sadeh.
Elle tient le petit rôle de Daphna Ben-Cobo dans le film réalisé par son mari, Once Upon a Time… in Hollywood (2019).

### Vie privée
Le 28 novembre 2018, elle a épousé le cinéaste américain Quentin Tarantino dont elle partage la vie depuis 2017. Le 22 février 2020, leur premier enfant, un garçon Leo est né. Le 2 juillet 2022, leur deuxième enfant, une fille est née.